# Mickey Kantor

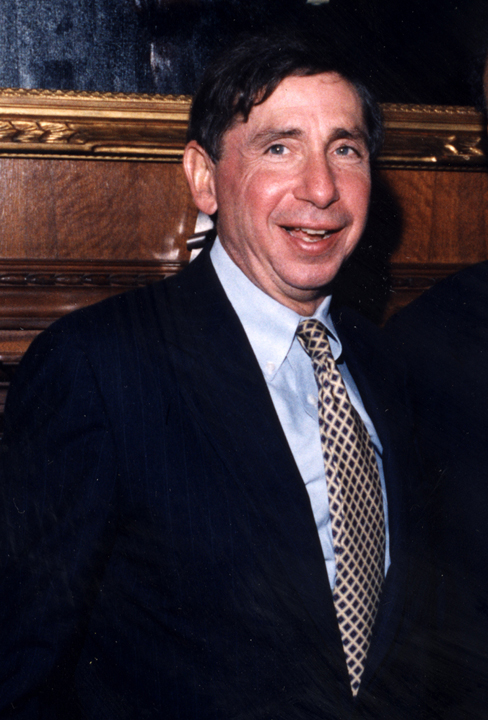
Mickey Kantor

Michael „Mickey“ Kantor (* 7. August 1939 in Nashville, Tennessee) ist ein US-amerikanischer Politiker der Demokratischen Partei.

## Biografie
Mickey Kantor studierte an der Vanderbilt University und machte dort 1961 als Bachelor in Wirtschaftswissenschaften seinen Abschluss. In der Folge diente er vier Jahre in der US Navy und erreichte den Rang eines Lieutenant. 1968 erwarb er den Doctor of Laws am Law Center der Georgetown University, woraufhin er in Florida als Jurist zu praktizieren begann.
Kantor begann sein politisches Engagement in den Wahlkampfkampagnen der demokratischen Präsidentschaftskandidaten George McGovern 1972, Jimmy Carter 1976 und 1980 sowie Walter Mondale 1984. Zeitweise befand er sich auch in den Wahlkampfteams von Jerry Brown, der 1976 und 1980 bereits in den parteiinternen Vorauswahlen scheiterte. 1992 war er schließlich Wahlkampfleiter von Bill Clinton bei dessen erfolgreicher Präsidentschaftskandidatur.
Nachdem Clinton am 20. Januar 1993 als US-Präsident vereidigt worden war, wurde Kantor als Handelsvertreter der Vereinigten Staaten mit Kabinettsrang in die Regierung Clinton berufen. In dieser Position erwarb er sich den Ruf eines energischen und kämpferischen Unterhändlers, besonders gegenüber japanischen Regierungsvertretern, mit denen er Mitte der 1990er Jahre ein hart umkämpftes Kompromissabkommen über die Automobilindustrie erreichte.
Am 12. April 1996 wurde er als Nachfolger des bei einem Flugzeugabsturz in Kroatien ums Leben gekommenen Ron Brown von Clinton zum Handelsminister (Commerce Secretary) ernannt. Als Mitglied der Regierung spielte er eine überzeugende Rolle bei der Genehmigung des Nordamerikanischen Freihandelsabkommens (NAFTA) durch den Kongress. Daneben erreichte er Erfolge bei der Erweiterung des Zugangs von US-Unternehmen auf den globalen Märkten.
Kantor wurde im Januar 1997 von William M. Daley als Handelsminister abgelöst. Seitdem arbeitet er in Washington, D.C. für die in Chicago ansässige internationale Anwaltskanzlei Mayer Brown.